# Digital (KRS-One)
D.I.G.I.T.A.L. è una raccolta del rapper statunitense KRS-One. Pubblicata il 25 novembre 2004, è distribuita da Cleopatra Records, Front Page Entertainment e X-Ray Records. KRS-One inserisce diverse sue canzoni da precedenti album e altre in cui è apparso in dischi di altri artisti: alcuni brani hanno titoli diversi rispetto a quelli originali, ad esempio il dodici pollici Aquarius (2000) diviene When the Moon....
| Recensione | Giudizio |
| ---------- | -------- |
| AllMusic   | [ 1 ]    |
| RapReviews | [ 3 ]    |

## Tracce
Testi di Lawrence Parker.
1. Intro: You Know What's Up! – 1:39
2. For Example – 2:54
3. Tell the Devil Ha! – 3:18
4. When the Moon... (featuring Courtney Terry) – 4:18
5. Free Mumia (featuring Channel Live) – 4:13 (musica: KRS-One)
6. Ah Yeah! – 4:48 (musica: KRS-One)
7. Bring It to the Cypher (featuring Truck Turner) – 4:46 (musica: DJ Premier)
8. As You Already Know (featuring Big Pun, Kool G Rap & Truck Turner) – 4:32
9. A Freestyle Song (featuring Common) – 3:04
10. Article Remix (featuring Whitey Don, Mad Lion, Shelly Thunder) – 5:08
11. Music for the '90s (Kid Capri Remix) (featuring Simone G) – 3:27
12. Let It Flow (Get You in the Mood) (featuring Simone G) – 3:28
13. Remember – 4:01
14. No Wack DJS – 3:24
15. We Don't Care Anymore – 2:26
16. Smilin' Faces (featuring Shock-G) – 3:44
17. Hip Hop vs. Rap – 3:12 (musica: KRS-One e Kenny Parker)
18. Woop! Woop! (Showbiz Remix) – 4:23
19. Harmony and Understanding – 1:59
20. Outro: I'll Be Back – 0:29

Durata totale: 69:13